# 南楽県
南楽県（なんらく-けん）は中華人民共和国河南省濮陽市に位置する県。山東省と河北省に接している。

## 行政区画
- 鎮:城関鎮、韓張鎮、元村鎮、福堪鎮、張果屯鎮、千口鎮、谷金楼鎮
- 郷:楊村郷、西邵郷、寺荘郷、梁村郷、近徳固郷